# 440 TCN
440 TCN là một năm trong lịch La Mã.